# Глава исполнительной власти
Глава исполнительной власти — обозначение должности, аналогичной главе правительства.
В некоторых случаях эта должность носит специфические названия вроде вице-губернатора или лейтенант-губернатора (титул руководителя страны, представителя английского монарха на Нормандских островах и острове Мэн или губернатора провинции в английских колониях, где эта должность служит обозначением представителя британского монарха на уровне провинций; в отличие от генерал-губернатора он является представителем главы государства на уровне страны), а также губернатора провинции в Канаде) или генерал-губернатора (тж. губернатор колонии или доминиона). В некоторых странах глава исполнительной власти является отдельной должностью:
- В КНР, в двух особых административных регионах, бывших иностранными колониями, главы исполнительной власти являются главами регионов и главами правительств:

| Должность                            | Создана | Заменена                                           |
| ------------------------------------ | ------- | -------------------------------------------------- |
| Глава исполнительной власти Гонконга | 1997    | Прежнее обозначение должности: Губернатор Гонконга |
| Глава исполнительной власти Макао    | 1999    | Прежнее обозначение должности: Губернатор Макао    |

- В Маврикии, острову Родригеса с 12 октября 2002 была дана автономия, в результате чего была создана отдельная должность, подобная главе исполнительной власти:

| Имя                      | Срок                              | Партия       |
| ------------------------ | --------------------------------- | ------------ |
| Клод Вонг Со             | 24 октября 2002 — 23 октября 2004 | Беспартийный |
| Жан-Клод Пьер-Луи        | 24 октября 2002 — 5 марта 2010    | Беспартийный |
| Притам Сингх Маттан      | 5 марта 2010 — 24 августа 2010    | Беспартийный |
| Джозеф А-Леонг Чанг-Сиоу | 24 августа 2010 — 13 февраля 2012 | Беспартийный |
| Жак Дэвис Хи Хонг Вай    | 13 февраля 2012 года — н. в.      | Беспартийный |

- Новозеландская субантарктика: не имея правительства, эта территория является объектом монархического права и управляется Советом директоров, в то время как председатель Совета выступает в роли главы исполнительной власти. Совет отчитывается перед министерством иностранных дел Новой Зеландии.
- Глава правительства Фолклендских островов также именуется главой исполнительной власти.